# Travis Mutyaba
Travis Mutyaba (Nansana, 7 de agosto de 2005) es un futbolista ugandés que juega en la demarcación de centrocampista para el C. S. Sfaxien del Championnat de Ligue Profesionelle 1.

## Selección nacional
Hizo su debut con la selección de fútbol de Uganda en un encuentro amistoso contra Tanzania que finalizó con un resultado de 0-2 tras los goles de Ivan Asaba y Joseph Vuni.

## Clubes
| Club                           | País    | Año       | Partidos | Goles |
| ------------------------------ | ------- | --------- | -------- | ----- |
| SC Villa                       | Uganda  | 2021-2024 | 35       | 1     |
| Zamalek S. C. (cedido)         | Egipto  | 2024      | 11       | 0     |
| F. C. Girondins de Bordeaux II | Francia | 2024-2025 | 3        | 1     |
| F. C. Girondins de Burdeos     | Francia | 2024-2025 | 21       | 0     |
| C. S. Sfaxien                  | Túnez   | 2025-     |          |       |